# Beskidek (Schlesische Beskiden)
Der Beskidek (deutsch: Kleiner Beskid) ist ein Berg in Polen. Mit einer Höhe von 830 m ist er einer der höheren Berge  im Barania-Kamm in den Schlesischen Beskiden. Der Berg ist ein beliebtes Touristenziel mit vielen Ausblicken auf die benachbarten Gebirge und das Tiefland. Der Westhang gehört zum Gemeindegebiet von Brenna, der Osthang zu Szczyrk. 

## Tourismus
- Auf den Gipfel führen mehrere markierte Wanderwege von Szczyrk und Brenna